# Lehr- und Versuchsanstalt für Kleintierzucht Unna-Königsborn

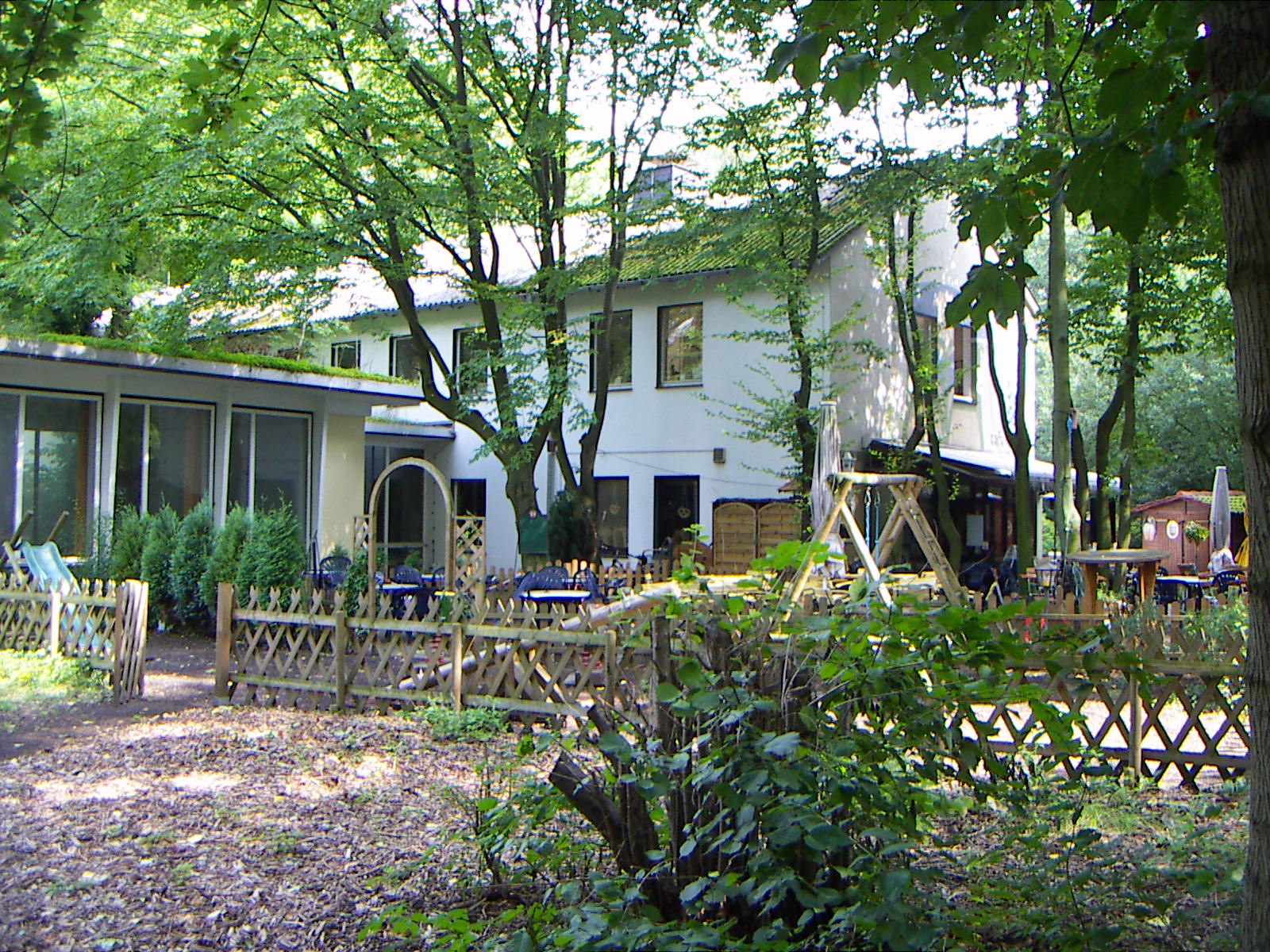
Verwaltungsgebäude und Lehrsaal der ehemaligen LVA in Unna-Königsborn.

Die Lehr- und Versuchsanstalt für Kleintierzucht Unna-Königsborn war ein landwirtschaftlicher Lehr- und Versuchsbetrieb der Landwirtschaftskammer Westfalen-Lippe, der ab 1954 auf dem Gelände des früheren Lehngutes Haus Brockhausen  aufgebaut wurde. Das Anwesen der LVA Unna-Königsborn umfasste insgesamt circa 14 Hektar, davon 8 Hektar landwirtschaftliche Nutzfläche. Am 20. April 1956 erfolgte die offizielle Grundsteinlegung, 1958 die offizielle Einweihung. 1983 wurde die LVA von Unna-Königsborn in das heutige „Landwirtschaftszentrum Haus Düsse“ nach Bad Sassendorf verlagert. 

## Ziele und Aufgaben

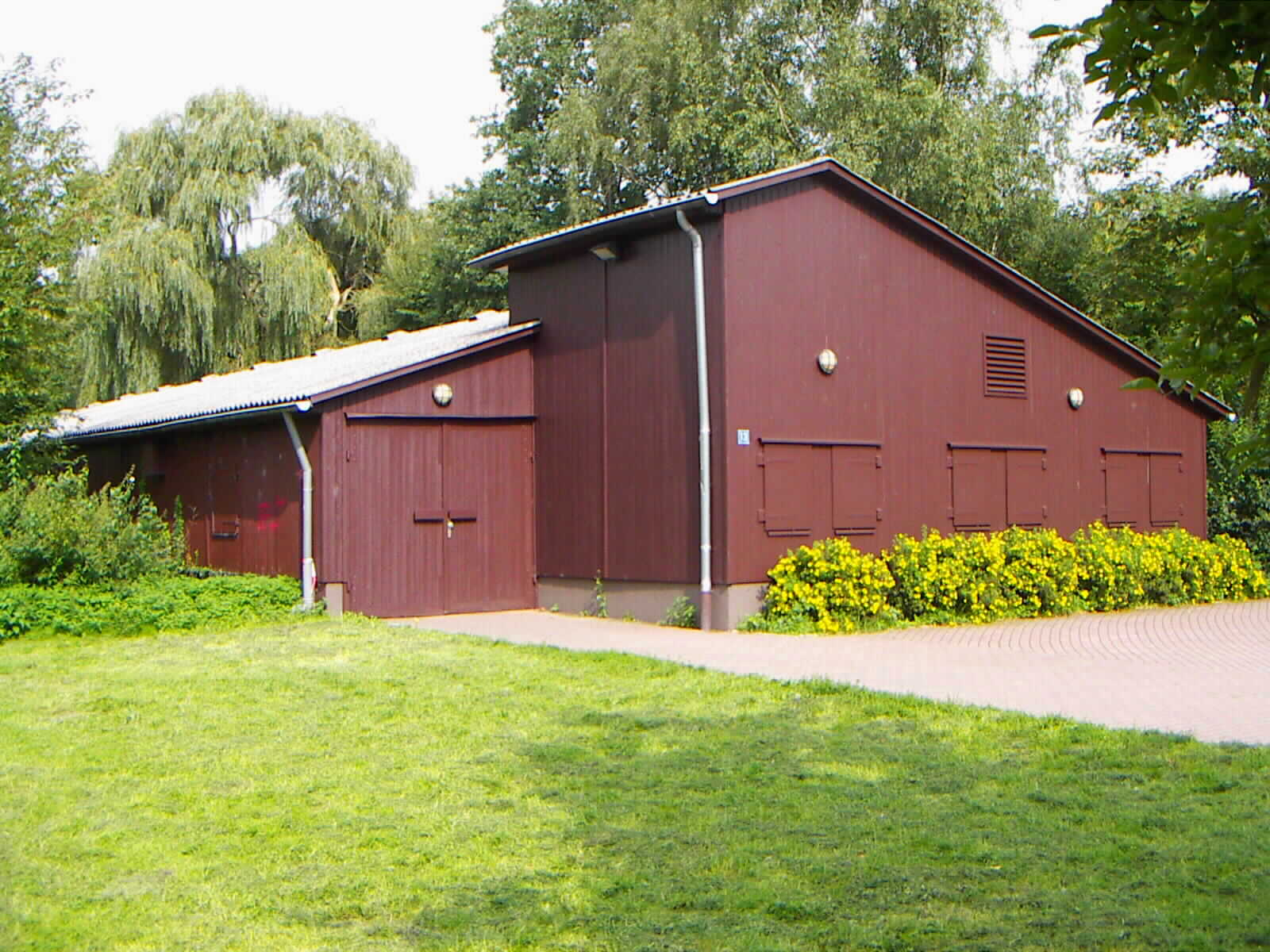
Einer von vielen Geflügelställen der ehemaligen LVA.

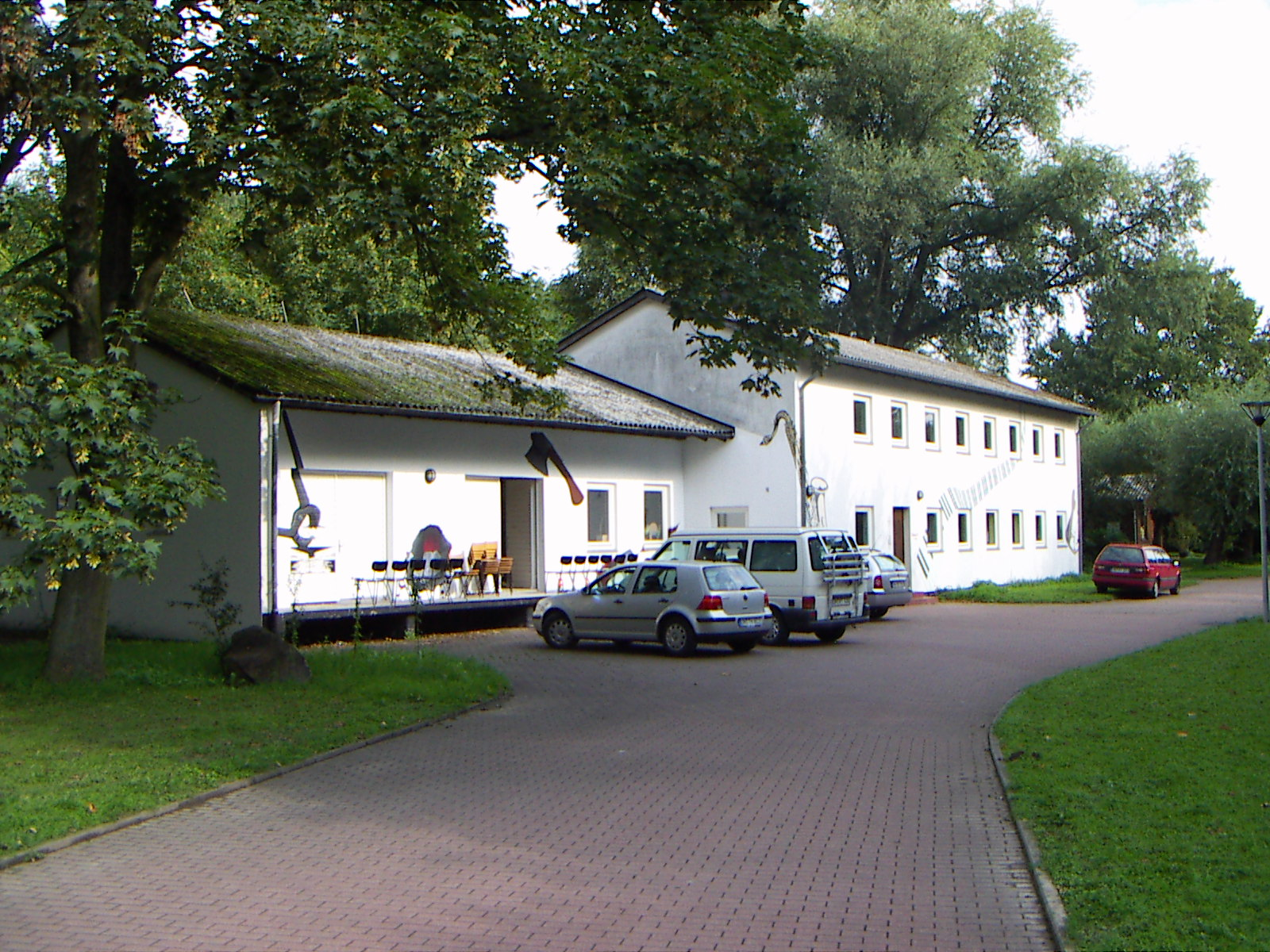
Das alte Futterlager und der alte Angorakaninchenstall der LVA.

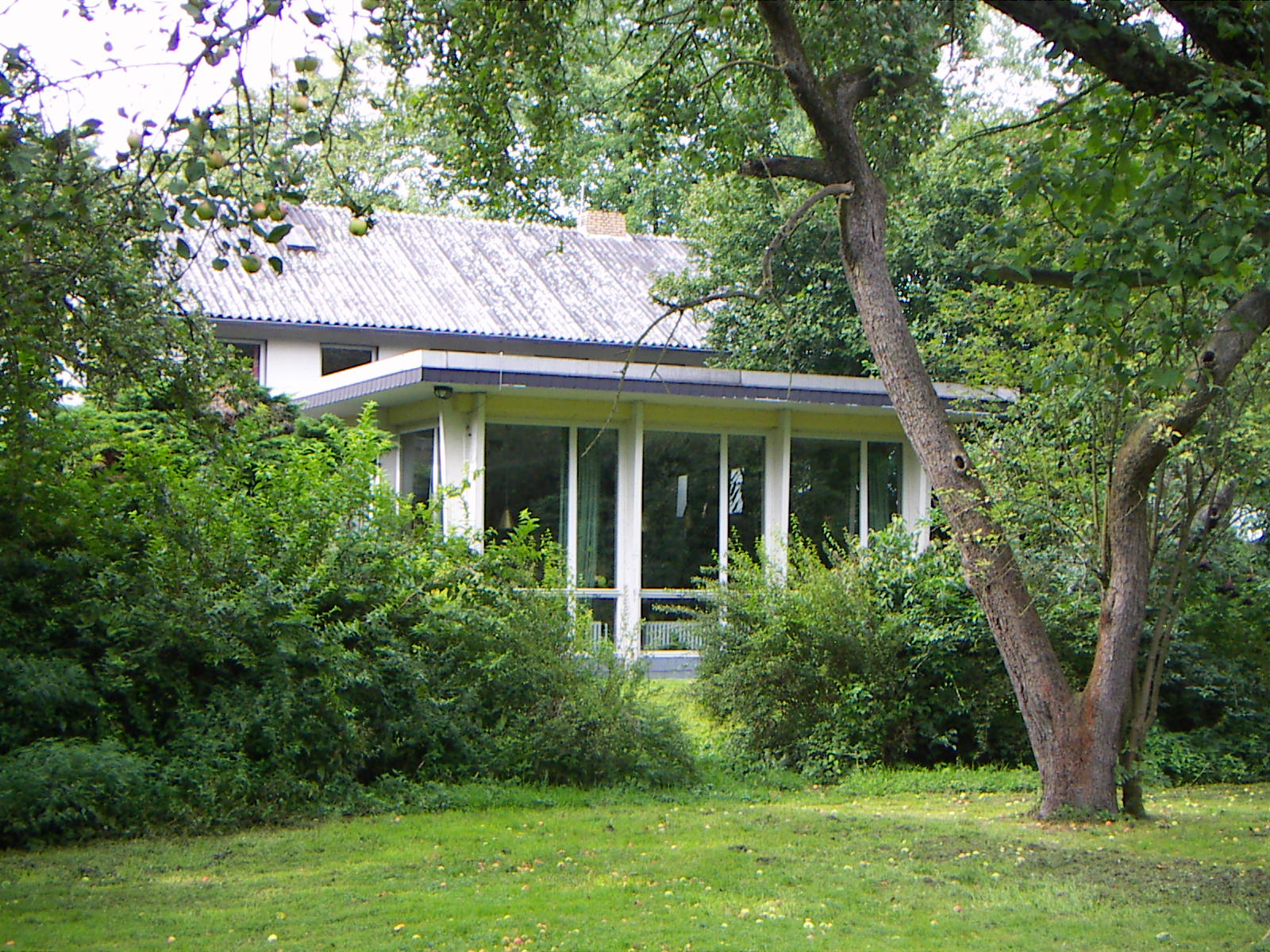
Der alte Speisesaal am ehemaligen Lehrlingswohnheim der LVA.

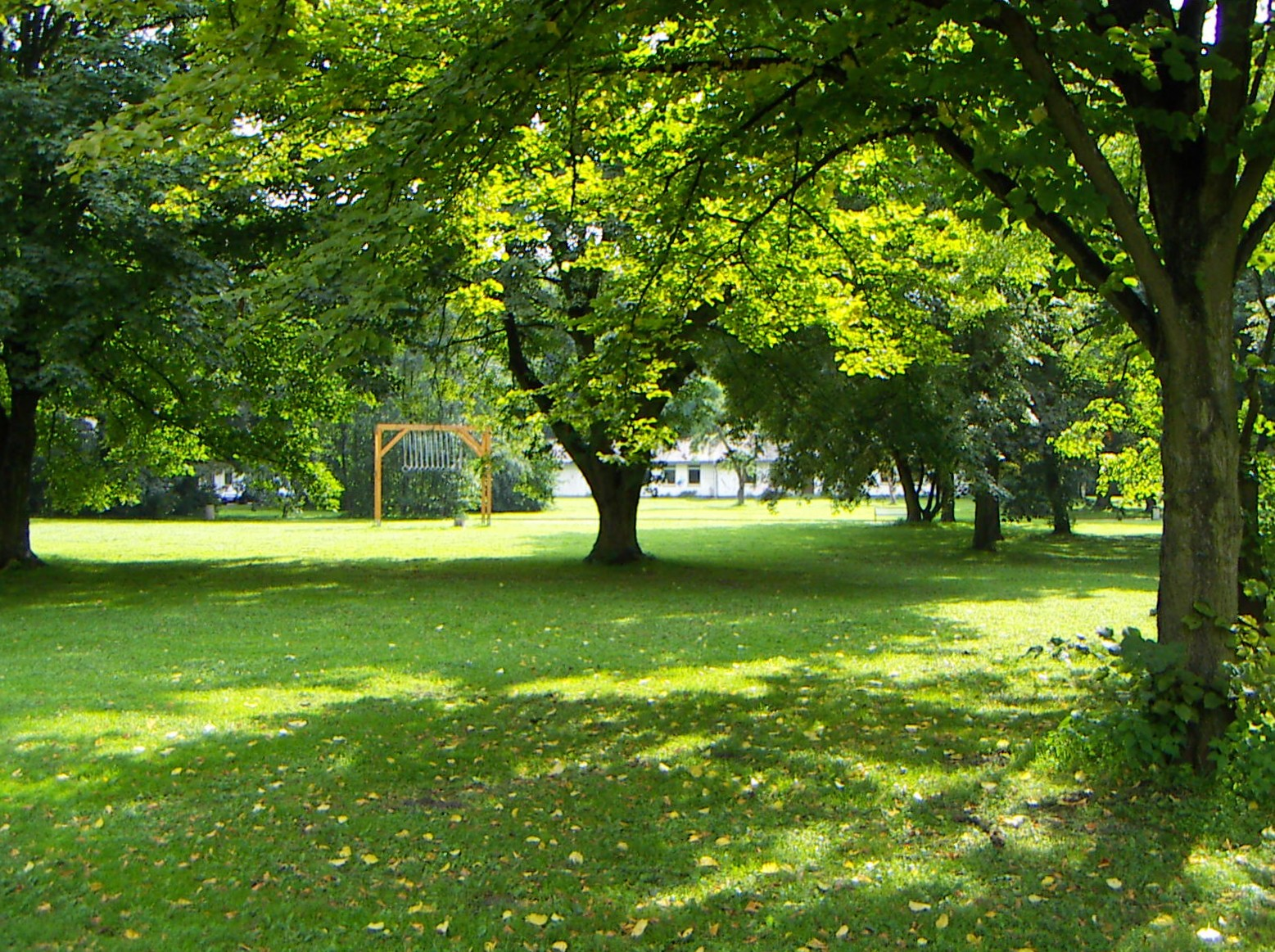
Das ehemalige LVA-Gelände ist heute ein großer öffentlicher Park (im Hintergrund die alte Brüterei).

Mit der Errichtung der Lehr- und Versuchsanstalt (LVA) in Unna-Königsborn wurde den sich abzeichnenden Veränderungen in den Verzehrgewohnheiten der Verbraucher entsprochen, die insbesondere eine neuzeitliche Ausrichtung und Intensivierung der Geflügelproduktion nötig machten. Ab 1964 setzte die LVA auf dem Gebiet der wissenschaftlich exakten Futterwertleistungsprüfung neue moderne Maßstäbe. Die „Königsborner Prüfverfahren“ für Geflügelfutter waren auch Vorbild für andere Bereiche der Tierproduktion im In- und Ausland. Angesichts der in den 1970er Jahren aufkommenden gesellschaftlichen Kritik an der Massentierhaltung trug die LVA durch Transparenz und Öffentlichkeitsarbeit zur Versachlichung der öffentlichen Diskussion bei. Vorrangiges Ziel der LVA als eine der führenden Einrichtungen dieser Art war stets die Modernisierung der westfälisch-lippischen Geflügelhaltung nebst Förderung des Direktmarketing. Zur Kleintierzucht als eine der weiteren Aufgaben der LVA gehörte insbesondere die Haltung von Angorakaninchen zwecks Verbesserung der Woll-Qualität. 
Die ausgedehnten Weideflächen am Königsborner Kurpark dienten sowohl der saisonal betriebenen Rinderhaltung im Auftrag von „Haus Düsse“, als auch der Stroh-, Heu- und Silagegewinnung für den Eigenbedarf. Zwar prägten eine Zeit lang auch Texel- und Schwarzkopfschafe das Bild der LVA in der Öffentlichkeit. Diese wurden jedoch, zur Freude zahlreicher Passanten, in erster Linie als umweltfreundliche „Rasenmäher“ gehalten. 
Zugleich leistete die LVA als westfälischer Lehrbetrieb mit der Ausbildung von Nachwuchskräften auch aus Entwicklungsländern praktische Entwicklungshilfe. So dürfte die heutige Geflügel-Industrie in Ghana auch vom „Know-How aus Königsborn“ profitiert haben.
Die von der LVA erzeugten Produkte wurden in einem eigenen Ladengeschäft im Erdgeschoss des Verwaltungsgebäudes verkauft (Direktmarketing). Zu den eigenen Erzeugnissen gehörten Eier, Geflügelfleisch (als Tiefkühlprodukte in Form von bratfertigen Hähnchen und Puten oder als Wurst- und Sülzwaren), manchmal auch tiefgefrorenes Kaninchenfleisch sowie je nach Saison Obst von den eigenen Plantagen (Äpfel, Birnen und Pflaumen).

## Organisation und Struktur
Organisationsrechtlich handelte es sich bei der LVA in Unna-Königsborn um ein Referat. Im Zuge einer Umorganisation der öffentlich-rechtlichen Landwirtschaftskammer Westfalen-Lippe wurden die Aufgabenbereiche der LVA 1975 organisationsrechtlich und 1982/83 auch faktisch in die Lehr- und Versuchsanstalt für Tier- und Pflanzenproduktion „Haus Düsse“ in Bad Sassendorf, das heutige „Landwirtschaftszentrum Haus Düsse“, integriert, so dass mit vollständiger Verlegung der LVA-Aufgaben nach „Haus Düsse“ Anfang 1983 das gesamte Königsborner LVA-Gelände nebst Gebäuden an die Stadt Unna übergeben werden konnte. Die Landwirtschaftskammer Westfalen-Lippe mit Sitz in Münster fusionierte schließlich mit der in Bonn ansässigen Landwirtschaftskammer Rheinland zur heutigen Landwirtschaftskammer Nordrhein-Westfalen.

## Heutige Nutzung des ehemaligen LVA-Geländes
Seit 1983 wird die ehemalige LVA-Liegenschaft von der über Unna hinaus bekannten Jugendkunstschule der Stadt Unna, vom Kinderzirkus „Travados“ (mit Kleinzoo und Neubau eines winterfesten Zirkusgebäudes), von einer Schule für schwer erziehbare Kinder sowie von gemeinnützigen Vereinen, insbesondere Rassegeflügelzuchtvereinen, genutzt. Auf diese Weise sind nahezu sämtliche ehemaligen LVA-Gebäude als heutige städtische Liegenschaften in gutem baulichen Zustand erhalten geblieben. Im ehemaligen Verkaufsraum der LVA wurde ein Bistro mit Biergarten am alten Teich eingerichtet, so dass das historische LVA-Gelände, mitten im Kurpark Königsborn gelegen, heute ein beliebtes Ausflugsziel ist (Luisenstraße, 59425 Unna).